# Gerhard Miesterfeldt

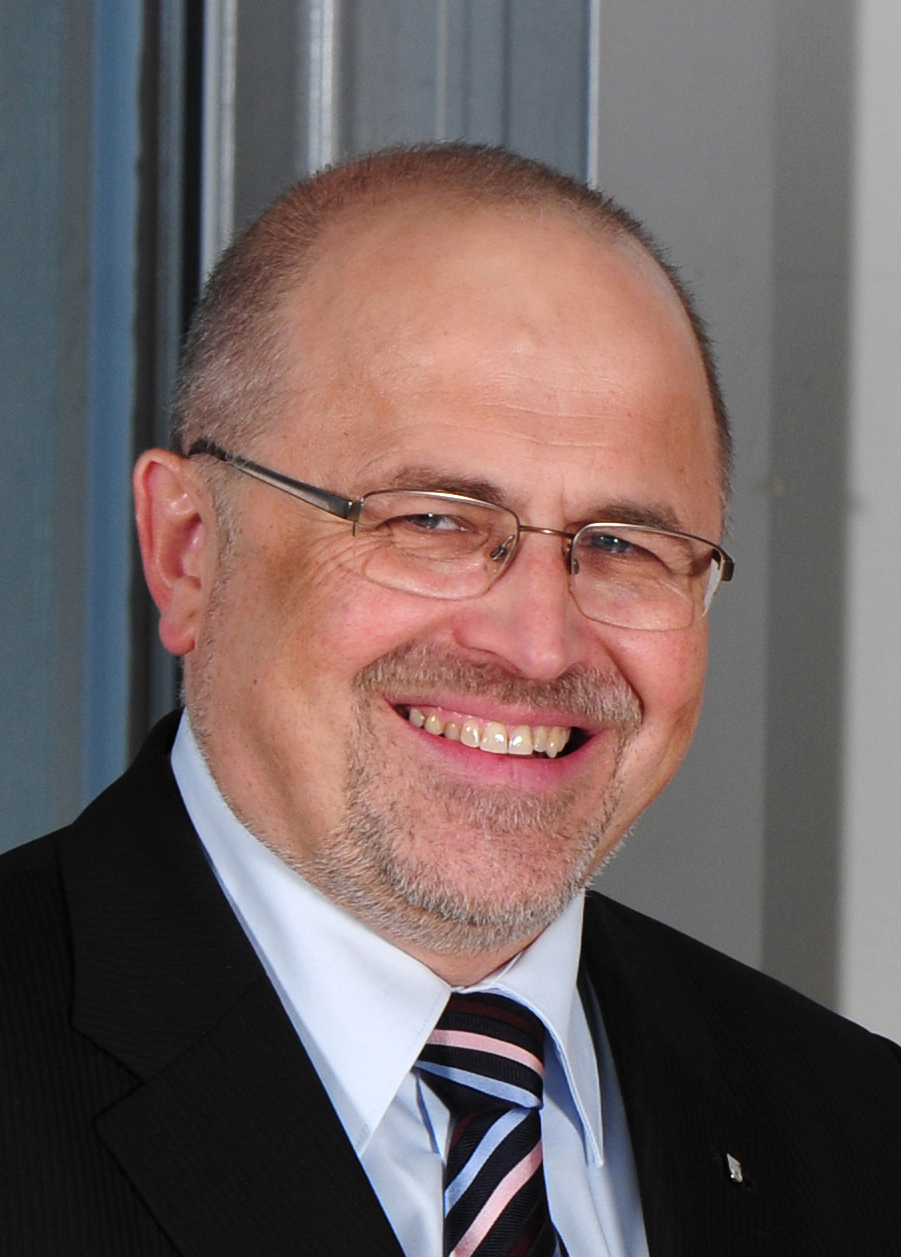
Gerhard Miesterfeldt 2012

Gerhard Miesterfeldt (* 20. Juni 1954 in Freiberg) ist ein deutscher Politiker der SPD. Er war von April 2011 bis April 2016 Vizepräsident des Landtages von Sachsen-Anhalt. Miesterfeldt war von 2016 bis 2020 Präsident des Landesmusikrates Sachsen-Anhalt e. V.

## Leben
Von 1961 bis 1971 lernte er an der Polytechnischen Oberschule in Weißenborn bei Freiberg. 1974 schloss er eine Berufsausbildung als Agrotechniker mit Abitur an der BBS Pesterwitz in Dresden/Altroßthal ab und begann ein Theologiestudium.  1979 beendete er das Studium der Theologie am damaligen Predigerseminar Friedensau (heute Theologische Hochschule Friedensau) und wirkte anschließend von 1979 bis 1983 als Pastor. Von 1980 bis 1982 war er Bausoldat der NVA.
Von 1984 bis 1990 arbeitete er als Abteilungsleiter im Diakoniewerk Wilhelmshof e.V. Uchtspringe. 1987 wurde er Fachkrankenpfleger für Psychiatrie und Neurologie.
Im Oktober 1989 trat er in die Sozialdemokratische Partei der DDR (SDP), später SPD ein. Von 1990 bis 1999 war Miesterfeldt Mitglied im Landesparteirat.  Von 2004 bis 2006 war er stellvertretender Landesvorsitzender und von 2006 bis 2011 Beisitzer im SPD-Landesvorstand. Von 2006 bis 2012 war Miesterfeldt Vorsitzender des SPD-Ortsvereins Halberstadt.
Von 1990 bis 1994 war Miesterfeldt Erster Beigeordneter und Dezernent im alten Landkreis Stendal. Nach der Kreisgebietsreform 1994 war er bis 1998 Landrat im Landkreis Stendal. Von 1998 bis 2002 bekleidete Miesterfeldt das Amt des Regierungspräsidenten im Regierungsbezirk Magdeburg. Im Jahre 2003 war er Direktor des Volkshochschulverbandes Sachsen-Anhalt und ein Jahr später Sprecher im Vorstand der Wernigerode AG. 2005 fungierte er als Berater der SPD-Fraktion im Landtag Sachsen-Anhalt.
Gerhard Miesterfeldt war von 2006 bis 2016 Mitglied des Landtages von Sachsen-Anhalt. Er vertrat den Wahlkreis Halberstadt.

## Sonstiges
- Mitglied der Deutsch-Israelischen Gesellschaft e. V. Arbeitsgemeinschaft Magdeburg
- Mitglied im Diakoniewerk Wilhelmshof e. V.
- Vorsitzender des Vereins Neue Synagoge Magdeburg e. V.
- Mitglied im Leopoldina Akademie Freundeskreis e. V.
- Mitglied im Förderverein Bau und Kultur im Kirchspiel Barleben e. V.